# Île Dolphin
Ne doit pas être confondu avec île Dauphin.
L'île Dolphin, ou Dolphin Island, est une île du Grand Lac Salé en Utah (États-Unis).

## Géographie
Elle s'étend sur environ 860 m de longueur pour une largeur d'environ 255 m.